# Edzell Castle

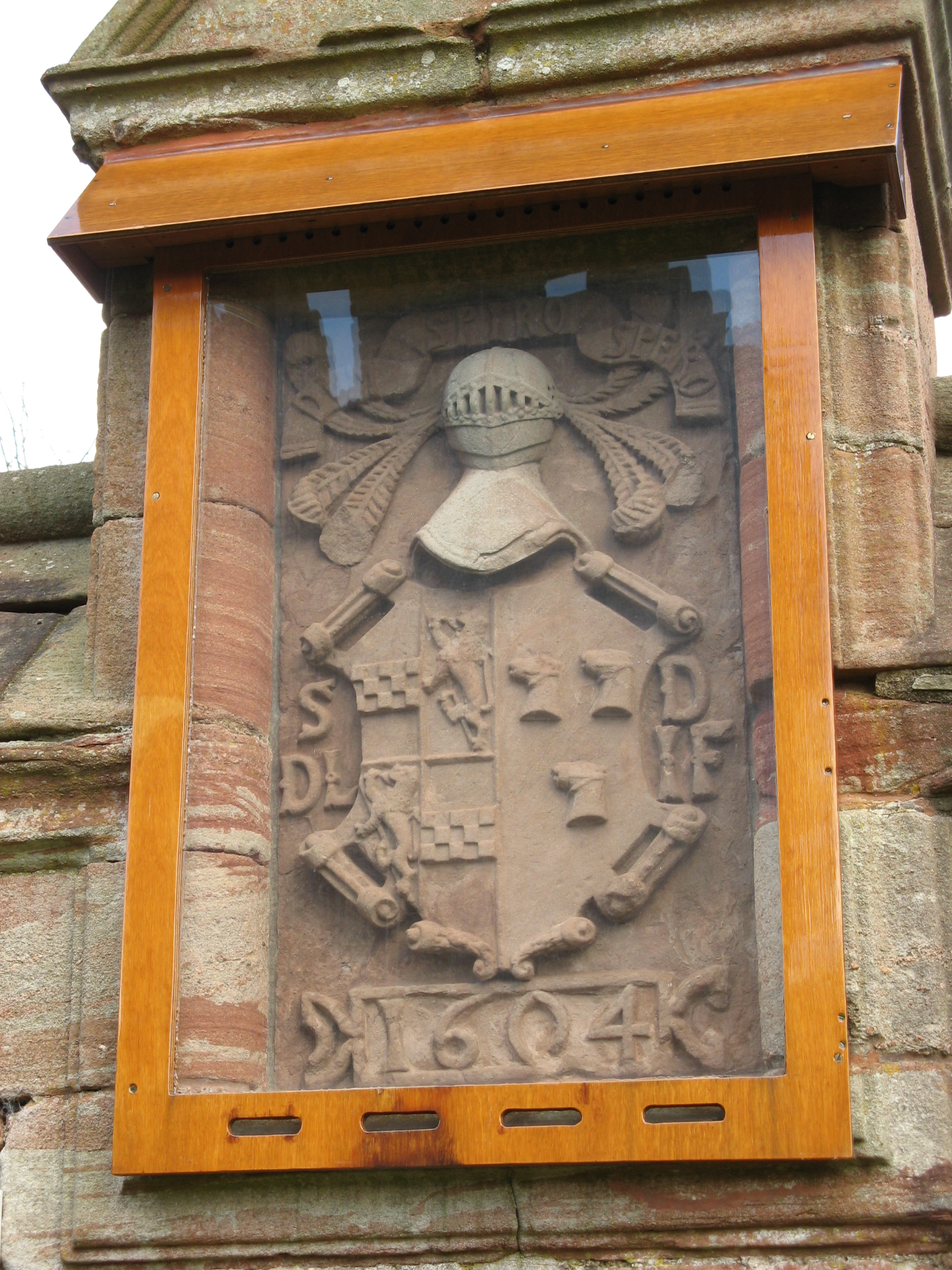
Wappen von Sir David Lindsay und seiner Frau Dame Isabel Forbes über dem Gartentor

Edzell Castle ist eine Burgruine aus dem 16. Jahrhundert westlich des Dorfes Edzell und acht Kilometer nördlich des Ortes Brechin in Angus, Schottland. Aus dem Tower House mit weiteren Gebäuden innerhalb einer Ringmauer konstruiert, wurde die Anlage zu Beginn des 17. Jahrhunderts um den heute noch erhaltenen Walled Garden ergänzt.

## Geschichte

### Frühzeitliche Befestigung
Die erste Burg datiert auf die Mitte des 12. Jahrhunderts. Eine aus Holz errichtete Konstruktion auf einem Hügel bildete die Motte und damit das Zentrum der Ansiedlung Edzell. Die Burg war der Sitz der Familie „Abbott“ (oder „Abbe“) und bewachte den Zugang zu einem wichtigen Weg in die Highlands, dem „Mouth of Glenesk“.

### Mittelalterliche Burg
Der Familie Abbott folgten die Familie „Stirling of Glenesk“ als Herren von Edzell. Im Jahr 1358 ging dann der Besitz mit der Heirat von Katherine, der Erbin der Familie Stirling, und Alexander, dem dritten Sohn von David Lindsay of Crawford, auf die Familie Lindsay über. David, ein Sohn aus dieser Ehe, wurde im Jahr 1398 zum Earl of Crawford ernannt.
Edzell wurde um 1450 von David, 3. Earl of Crawford, an seinen Sohn Walter übergeben und damit die Heimat der jüngeren Linie der Familie Lindsay, genannt „die Leichtherzige“ („the lichtsome“). 1513 erbte Walters Sohn David das Anwesen und entschied sich um 1520 für einen Neubau. Die alte Burg wurde abgerissen und etwas davon entfernt in einer geschützteren Lage ein Wohnturm mit Ringmauer und Innenhof errichtet. Die gewählte Position wird jedoch vom Norden her von höherem Gelände überragt, so dass man davon ausgehen kann, dass Verteidigung nicht der wichtigste Punkt bei dieser Platzwahl war.
Sein Cousin, der 8. Earl of Crawford, hatte seinen eigenen Sohn Alexander, genannt Wicked Master, enterbt. Damit wurde David im Jahr 1542 zum 9. Earl of Crawford ernannt. Er erweiterte die bestehende Burg dann um 1550 um den Westflügel mit neuem Eingangstor und Halle. Um die gleiche Zeit herum errichtete er etwa zehn Kilometer nördlich auch Invermark Castle als Jagdhaus. Der Titel des Earl of Crawford wurde mit seinem Tod an die ältere Linie zurückgegeben.

### Sir David Lindsay, Lord Edzell
David Lindsay, Sohn des 9. Earl, wurde in Paris und Cambridge ausgebildet und bereiste danach Europa. Er wurde 1581 zum Ritter geschlagen, 1593 zum „Lord of Session“ ernannt und 1598 Mitglied des Geheimrates. Er unternahm verschiedene Versuche zur Bodenerschließung, zu denen auch Aufforstungen gehörten. Minenarbeiter aus Nürnberg wurden eingeladen, um nach Edelmetallen zu suchen.
Im August 1562 empfing David Lindsay Königin Maria auf Edzell Castle. Die Königin befand sich mit dem Ziel, den rebellischen George Gordon, 5. Earl of Huntly zu beschwichtigen, auf einer Rundreise und verbrachte zwei Nächte in der Burg. Während ihres Aufenthaltes wurde ein Treffen des Geheimen Rates abgehalten. Ihr Sohn König Jakob VI. besuchte die Burg zweimal; im Juni 1580 und im August 1589.
Gegen Ende des 16. Jahrhunderts begann David mit dem Bau des Nordflügels und dem dazugehörenden Rundturms. Als weitere Ergänzung der Anlage wurde ein Walled Garden vorgesehen, mit dessen Gestaltung er 1604 begann; auch um die Vereinigung der Königreiche im Jahr zuvor gebührend zu würdigen. Der Garten wurde sowohl als Rückzugsstätte aus dem Alltag als auch zur Erbauung wichtiger Gäste geplant. Ähnliche Gärten waren im Schottland der Renaissance nicht ungewöhnlich, aber dieser Garten hat überdauert.
David Lindsay starb, durch die Begleichung von Strafen seines Sohnes hochverschuldet, im Jahr 1610 und hinterließ sowohl den Nordflügel als auch den Garten unvollendet. Der Garten wurde nach seinem Tod hastig fertiggestellt.

### Verfall
Auch wenn andere Besitzungen des Covenanters David Lindsay (Sohn des vorgenannten Lord Edzell) angegriffen wurden, wurde Edzell Castle von den Aktionen des königstreuen James Graham, 1. Marquess of Montrose zwischen 1643 und 1645 nicht betroffen.

Während des englischen Bürgerkriegs drangen Truppen von Oliver Cromwell in Schottland ein. Die Burg wurde 1651 von ihnen eingenommen und für etwa einen Monat gehalten.

Im Zuge der Royalistischen Rebellion wurde John Lindsay am 10. Dezember 1653 aus seinem eigenen Haus als Gefangener abgeführt (taken prisoner from his own house), aber bereits am nächsten Tag von englischen Truppen wieder befreit.

In der Zeit der Presbyterianischen Ansiedlungen von 1689 wechselte John Lindsay, Lord of Edzell, zum Episcopalismus über. Als man ihm und seinen Gefolgsleuten daraufhin die Benutzung der Pfarrkirche verweigerte, wurden die Messen in der Halle von Edzell Castle abgehalten.
Der Verfall der Burg begann um die Zeit des Jakobitenaufstandes von 1715. Der letzte Lord Lindsay of Edzell, auch ein David, unterstützte den im Exil lebenden James Stuart, den „Old Pretender“. Er verkaufte die Burg für 192.502 Scot-£, einem Gegenwert von etwa 16.042 £ Sterling, an den 4. Earl of Panmure, ebenfalls ein Jakobite. Der Earl of Panmure wurde nach der gescheiterten Rebellion enteignet, Edzell Castel von der Krone an die „York Buildings Company“ verkauft. Diese begann mit einem „asset strip“ genannten Ausschlachten der Burganlage.
Die Burg sah ihre letzte militärische Aktion während des zweiten Jakobitenaufstandes im Jahr 1746, als sie von Regierungstruppen der „Argyll and Sutherland Highlanders“ besetzt wurde. Dabei entstanden weitere Schäden an den Gebäuden. Später im Jahr 1764 wurde die „York Buildings Company“ zahlungsunfähig. Die Burg wurde nun systematisch ausgeräumt, um die Schulden zu bezahlen; auch die Dächer wurden dabei entfernt. Buchen, die eine Allee zwischen Burg und Dorf bildeten, wurden gefällt; die Überreste des Anwesens an William Maule, Earl Panmure of Forth, verkauft. Nach dessen Tod im Jahr 1782 ging das Anwesen an seinen Neffen George Ramsay, 8. Earl of Dalhousie, über.

### Die Burg heute
Edzell Castle blieb im Besitz der Earls of Dalhousie, welche ab 1870 einen Verwalter für das Anwesen einstellten. Für diesen wurde das heute als Besucherzentrum verwendete Haus im Jahr 1901 errichtet. 1932 ging der Walled Garden in staatliche Obhut über, der restliche Teil des Anwesens folgte 1935.
Die Motte Castle Hillock ist ebenso wie Edzell Castle als Scheduled Monument geschützt. Der Garten wurde in die Liste Inventory of Gardens and Designed Landscapes in Scotland aufgenommen; das Haus des Verwalters steht als Denkmal der Kategorie B unter Schutz. Das zugehörige Taubenhaus ist hingegen als Denkmal der höchsten Kategorie A geschützt.
Burg und Garten werden von Historic Scotland verwaltet.

## Architektur

### Frühzeitliche Befestigung
Die Motte (Castle Hillock genannt) ist der einzige Überrest des ersten Edzell Castle. Der niedrige und zu großen Teilen natürliche Hügel ist südwestlich der heutigen Burg zu finden, etwa 300 Meter entfernt. Er liegt in einer Schleife des Baches West Water und misst heute etwa 16 × 36 Meter bei einer Höhe von etwa 4 Metern. Ein Burghof mit einem Durchmesser von etwa 100 × 60 Metern umgab die Burg und wurde von einem etwa 10 Meter breiten Graben begrenzt.

### Mittelalterliche Burg

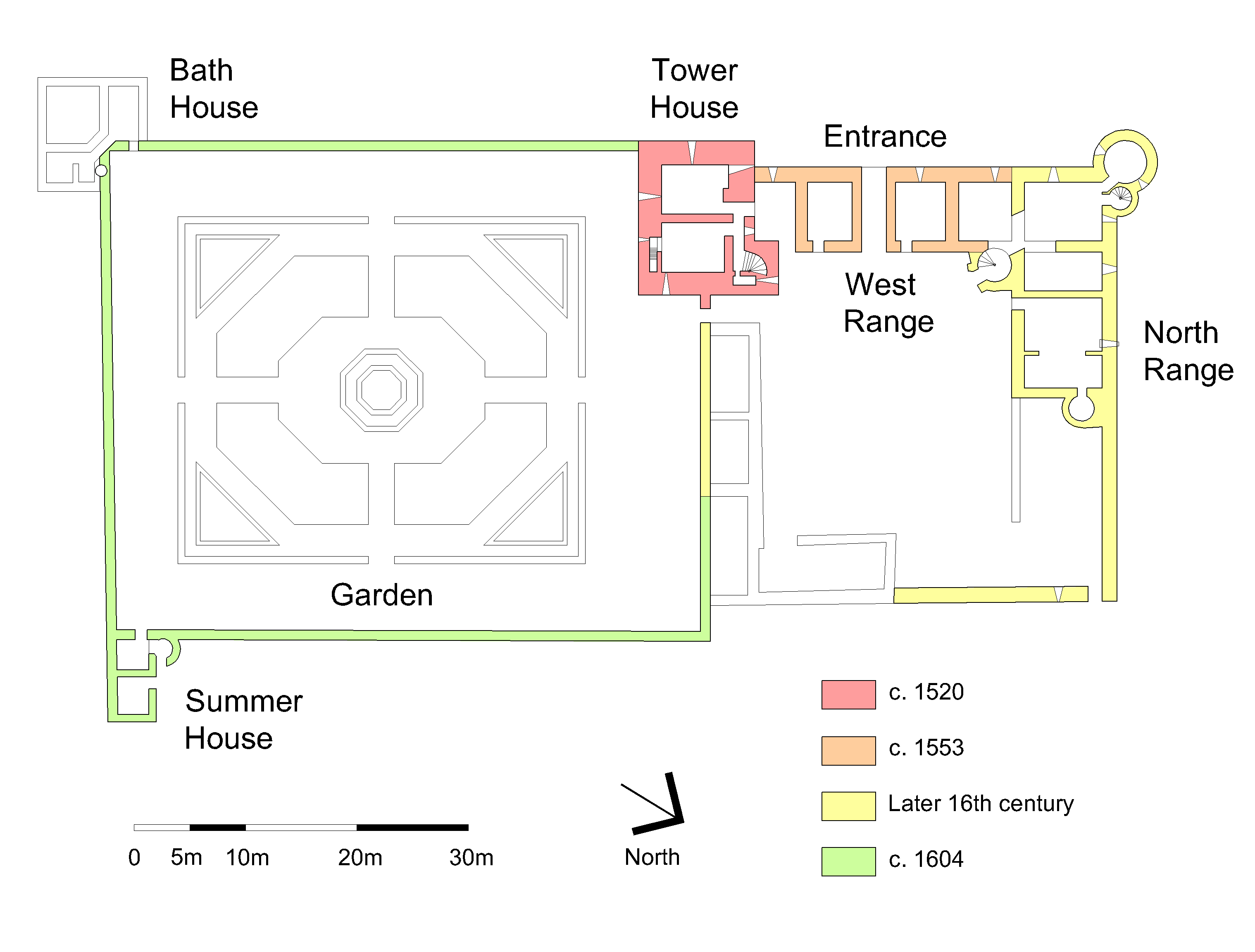
Grundriss der Burg mit Konstruktionszeiten

Die Burg besteht aus dem etwa 1520 errichteten Turmhaus, dem etwas jüngeren westlichen Flügel und dem Nordflügel, errichtet zum Ende des 16. Jahrhunderts. Von weiteren Gebäuden im Süden oder Osten sind nur Fundamente erhalten, dort werden Ställe und ein Backhaus vermutet. Das Turmhaus wird nach den ersten Herren in Edzell auch Stirling Tower genannt, wenngleich es für eine Errichtung durch diese Familie nicht alt genug ist.

#### Turmhaus
Der vier Stockwerke hohe Turm misst am Fundament 13 × 10 Meter und ist dabei 16 Meter hoch. Die Wände im Erdgeschoss sind über 2 Meter dick, die Stärke verringert sich ab dem ersten Stockwerk auf 1,5 Meter. Der rote Sandstein war ursprünglich verputzt.
Man betritt den Turm durch ein Tor in der Nordseite, in dessen Rahmen verschiedene Meisterzeichen angebracht sind. Dieses Tor wird durch Schlüsselscharten genannte Schießscharten gesichert und konnte mit einer zusätzlichen hölzernen Außentür, einer inneren Eisengittertür sowie von innen mit einem Balken verriegelt werden.
Zu ebener Erde steht man in der Eingangsetage, die aus zwei Gewölbekellern besteht und nur von Schießscharten erhellt wird. Vom linken Keller aus führt eine Versorgungstreppe in den ersten Stock, rechts beginnt nach einem kurzen Gang die Haupttreppe des Gebäudes. Unter dieser Treppe liegt eine kleine Kammer, möglicherweise einst als Abtritt oder Gefängnis genutzt.
Über den Gewölbekellern liegend, nimmt die Halle das erste Stockwerk ein. Spuren an den Wänden zeigen die Position, an der sich ehemals die Spielmannsgalerie befand; sowie den Platz eines hölzernen Schirmes, der einen Bereich für die Bediensteten sowie die nahe Kellertreppe verbarg. Die breite Haupttreppe führt als Wendeltreppe weiter zu den zwei darüber liegenden Stockwerken. Diese sind in kleinere Privaträume unterteilt, auf jedem Stock ist eine Latrine zu finden. Die Treppe endet unter dem Dach in einem kleinen Raum, von dem aus man den Wehrgang betreten kann. Dieser ragt auf schachbrettartig angeordneten Kragsteinen über die Mauer hinaus, dem einzig schmückenden Element am ansonsten schlichten Gebäude.

#### Westlicher Flügel
Der im Westen an den Wohnturm anschließende zweigeschossige Gebäudetrakt beherbergte den Haupteingang in die Anlage. Ein mit Bögen verzierter Durchgang gestattete den Zutritt zum Innenhof. Über dem Portal sind Nischen zu finden, in denen einstmals Wappenschilde angebracht waren. In der unteren Etage waren Gewölbekeller als Lagerräume sowie eine Küche untergebracht, im oberen Stockwerk waren eine weitere Halle sowie kleinere Privaträume untergebracht. Die Räume im Obergeschoss besaßen, im Gegensatz zum Wohnturm, große vergitterte Fenster. Schießscharten waren zu Verteidigungszwecken unterhalb der Fenster eingelassen.

#### Nördlicher Flügel
Der Nordflügel der Anlage wurde nur im westlichen Teil fertiggestellt. Als dreigeschossiges Gebäude geplant, verhalf es zusammen mit dem an der Nordwestecke errichteten Rundturm der gesamten Westfront mit dem Eingangsbereich zu einem imposanten und zugleich ausgewogenen Anblick. Im untersten Stockwerk befanden sich ebenfalls Lagerräume sowie eine weitere Küche. Bemerkenswert ist hier eine fast sieben Meter breite Feuerstelle, die zudem noch mit einem außerhalb liegenden Backofen kombiniert war. Darüber befand sich im ersten Stock eine weitere große Halle, über weitere Räume in dieser oder der darüber liegenden Etage ist nichts bekannt. Fenster waren nur zum Innenhof hin vorhanden, der Zugang zu diesen Räumlichkeiten erfolgte über einen runden Treppenturm mit aufwendig verziertem Türstock ebenfalls vom Innenhof aus.

### Der Walled Garden

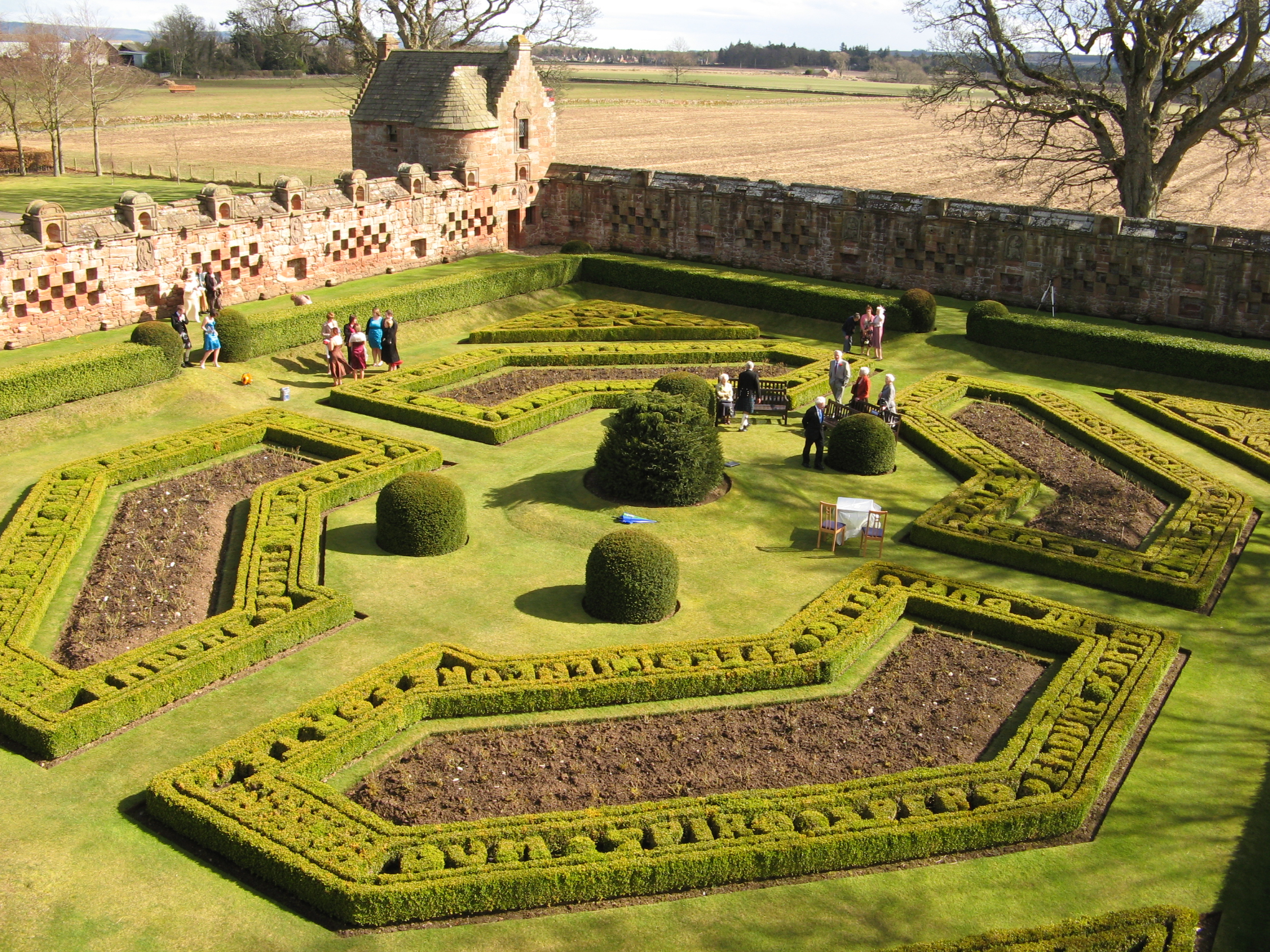
Der Walled Garden von oben

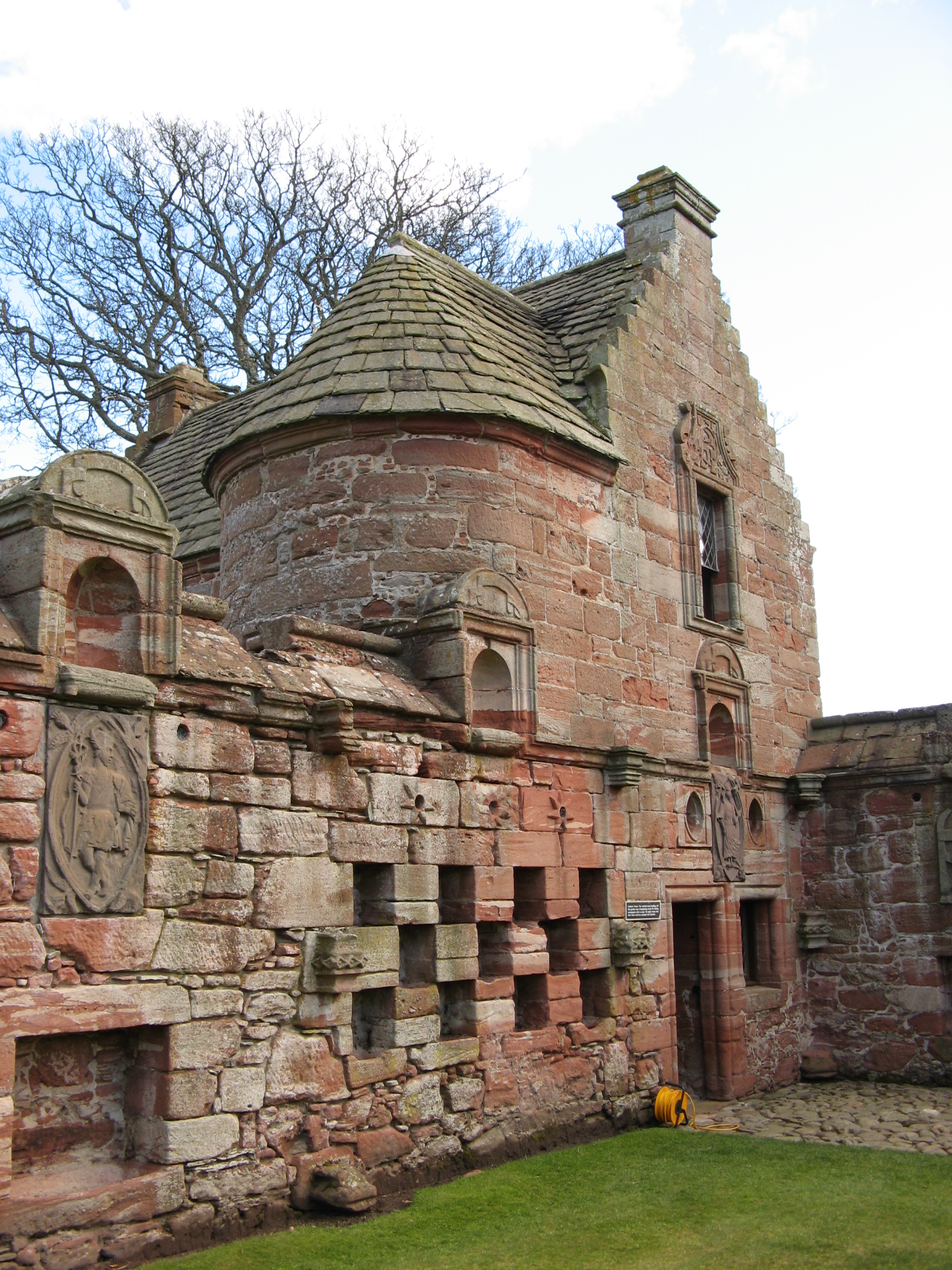
Das Sommerhaus

Der Garten befindet sich innerhalb einer Umfassungsmauer und misst etwa 52 m in Nord-Süd- sowie 43,5 m in Ost-West-Richtung, die Mauer selbst ist 3,6 m hoch und etwa 60 cm dick. Der Nordteil ist Bestandteil der Ringmauer, die den Innenhof umschließt, die anderen drei Seiten dagegen sind aufwendig verziert.
Die Wände waren mit heute nicht mehr vorhandenen Halbsäulen in gleich große, etwa drei Meter breite Felder unterteilt. Über jedem Feld in der Ost- und Südwand gab es eine Nische, in der möglicherweise eine Statue stand. Unterhalb der Nischen existierten weitere Verzierungen in Form der nationalen Symbole Distel, Lilie, Kleeblatt und Rose; den Wappen der Familie Lindsay sowie der unten beschriebenen Steintafeln. Dazwischen sind die Wände mit schachbrettartig ausgelassenen Steinen sowie Mustern aus jeweils drei siebenzackigen Sternen (dem Wappen der Familie Stirling of Glenesk) verziert. Einzelne Löcher in unregelmäßiger Anordnung dienten als Nistgelegenheit für Vögel. Die Westwand ist einfacher gehalten und besitzt keine Nischen, ein Zeichen für die hastige Fertigstellung des Gartens nach dem Tod des völlig verschuldeten Bauherren im Jahr 1610.

#### Gebäude
Um den Garten zu vervollständigen, wurden an den vom Haupthaus am weitesten entfernten Ecken der Mauer sowohl ein Bade- als auch ein Sommerhaus errichtet. Vom Badehaus sind nur noch Ruinen zu finden, die 1855 freigelegt wurden. Es bestand aus drei Räumen sowie einem Brunnen, der wohl auch zur Bewässerung des Gartens diente.
 Das Sommerhaus ist erhalten geblieben. Im garden room zu ebener Erde findet man einen zentralen Tisch, der von einer steinernen Sitzbank umgeben ist. Die Decke des Raumes ist als Kreuzgewölbe geformt, eine Wendeltreppe führt in die darüber liegende Kammer. In diesem upper room wurden alle übrig gebliebenen, geschnitzten Wandvertäfelungen aus Eiche angebracht, die einst die Räume der Burg zierten. Das Sommerhaus wird anhand der kunstvoll verzierten Schießscharten Thomas Leiper zugeschrieben, einem Steinmetzmeister aus dem Aberdeenshire.

#### Bepflanzung
Aufzeichnungen aus dem 17. Jahrhundert lassen auf den Anbau von Früchten schließen. Vom ursprünglichen Aussehen des Renaissancegartens sind jedoch nicht einmal Pläne erhalten, archäologische Untersuchungen zeigten aber eine Andeutung der ehemaligen Struktur. Die gesamte Bepflanzung wurde um 1930 neu gestaltet. Ein Teil der niedrigen Buchsbaumhecken wurde (und wird) in Form der schottischen Distel, der englischen Rose, des irischen Kleeblatts und der französischen Lilie getrimmt. Weitere Pflanzungen nehmen die Form von Worten an: Die beiden Mottos der Familie Lindsay: Dum Spiro Spero (frei: „solange ich atme, habe ich Hoffnung“) und Endure Forte (frei: „bleib standhaft“).

#### Steintafeln
Drei Sätze von jeweils sieben steinernen Tafeln sind an den Wänden des Walled Garden angebracht. Sie stellen die Tugenden, die Freien Künste sowie die seit der römischen Antike bekannten Planetengottheiten dar. Jede Tafel ist etwa 60 bis 75 cm breit und etwa einen Meter hoch. Dabei werden die Tugenden in einem umrahmenden Rechteck, die Freien Künste unter einem Bogen und die Planetengottheiten in einem mandelförmigen Rahmen dargestellt. Vergleiche mit anderen zeitgleich hergestellten Arbeiten lassen auf eine Produktion im Aberdeenshire schließen; die qualitativ unterschiedliche Bearbeitung auf finanzielle Probleme gegen Ende der Produktion.
Kunsthistorische Untersuchungen ergaben, dass die Darstellungen der Tafeln auf Gravuren basieren, deren Bilder in zeitgenössischen Musterbüchern zu finden sind. Die Gravuren selbst stammen aus der Werkstatt von Crispijn de Passe und waren in Schottland weit verbreitet. Die Vorlagen für die Planetengottheiten stammen von Georg Pencz; seine Initialen I. B. sind auf der Darstellung des Mars zu finden. Tugenden und Freie Künste sind zudem an Zeichnungen des flämischen Malers Marten de Vos angelehnt.
| Planetengottheiten An der östlichen Wand finden sich die Darstellungen der sieben bereits in der römischen Antike bekannten Himmelskörper, die als Gottheiten verehrt wurden: - Mond - Merkur - Venus - Sonne - Mars - Jupiter - Saturn | Freie Künste An der Südwand stellen Figuren die Freien Künste dar. Sie repräsentieren sowohl das Trivium als auch das Quadrivium: - Grammatica (Grammatik), beschädigt - Rhetorica (Rhetorik) - Dialectica (Dialektik bzw. Logik) - Arithmetica (Arithmetik) - Geometria (Geometrie) - Musica (Musik), beschädigt - Astronomia (Astronomie), fehlend | Tugenden In der westlichen Mauer finden sich Personifikationen der vier Kardinaltugenden sowie der drei christlichen Tugenden. - Prudentia (Klugheit bzw. Weisheit) - Justitia (Gerechtigkeit) - Fortitudo (Tapferkeit) - Temperantia (Mäßigung) - Fides (Glaube), beschädigt - Spes (Hoffnung) - Caritas (Liebe) |

|  |  |  |